# Pünkösd

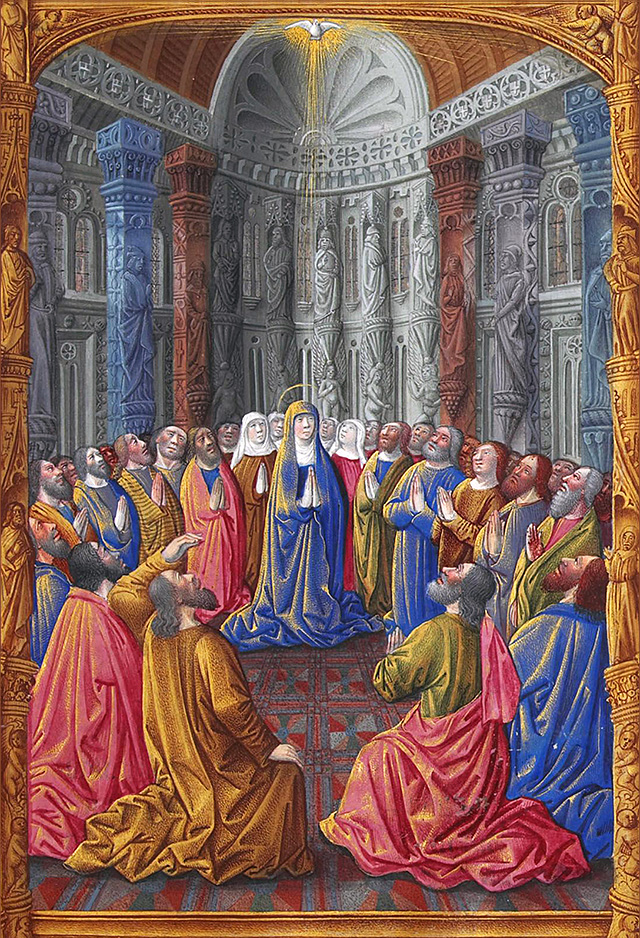
A Szentlélek pünkösd napján áradt ki Jézus Krisztus anyjára, Szűz Máriára, valamint az apostolokra.
(Limbourg fivérek: Les Très Riches Heures kódex, 15. század)

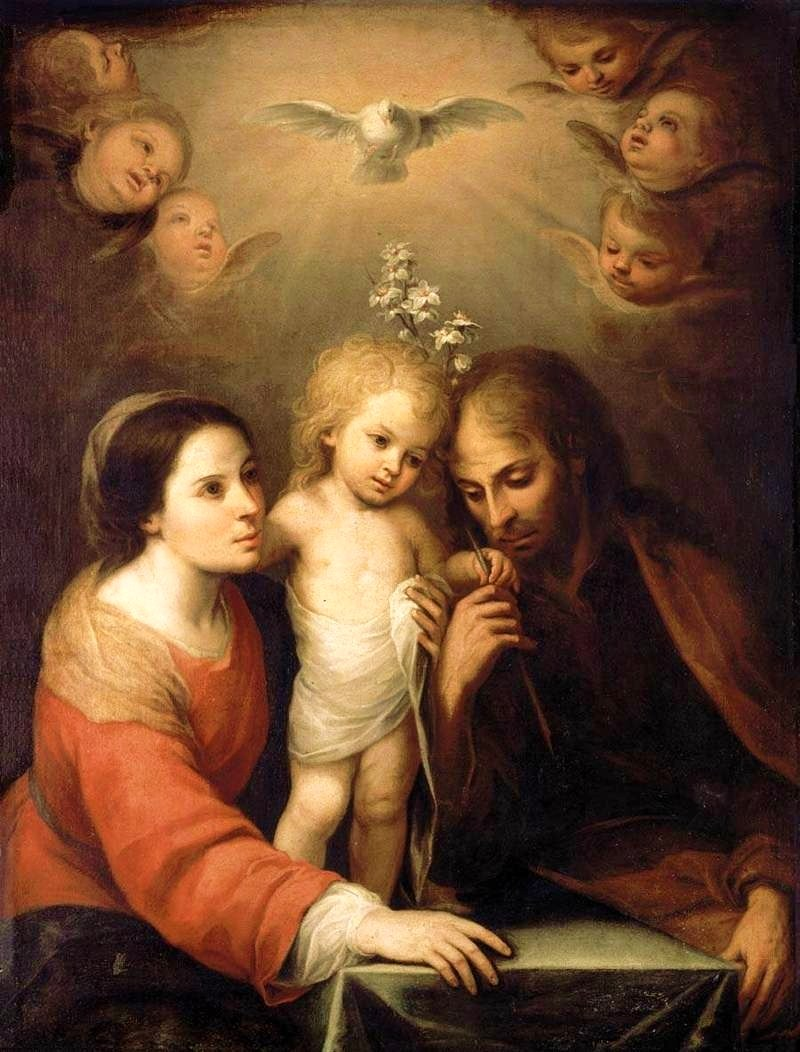
A galamb képében ábrázolt Szentlélek és a Szent család

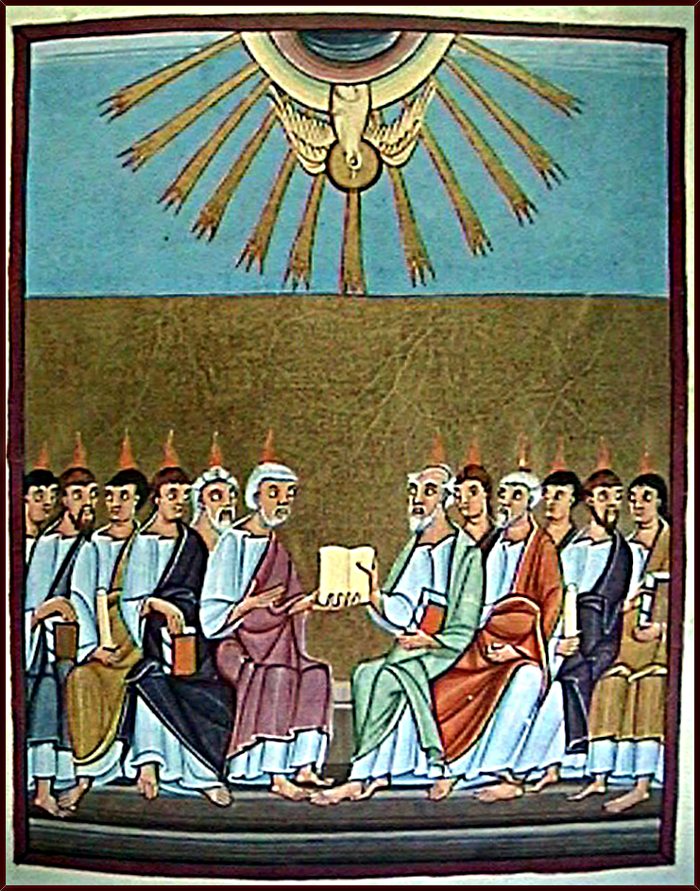
A Szentlélek tüzes lángnyelvei leszállnak az apostolokra

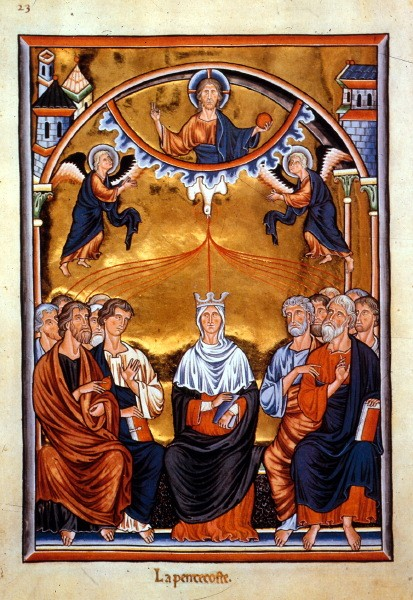
Krisztus, Mária és az apostolok

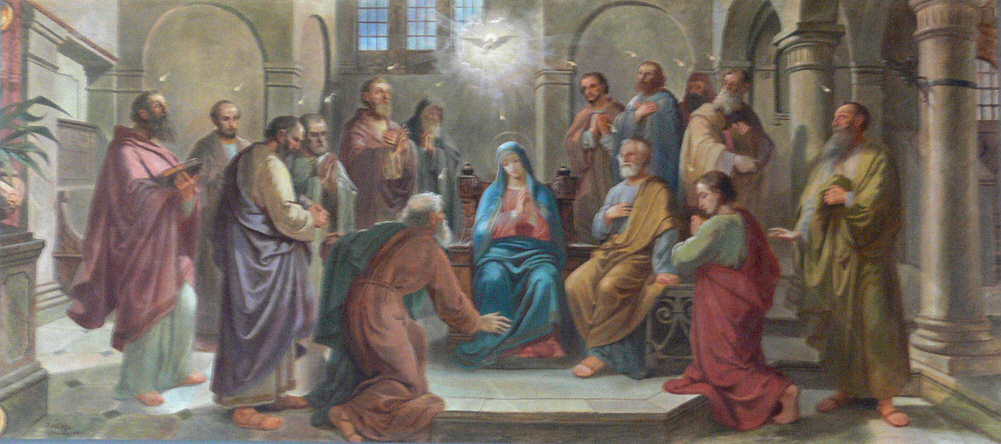
„Amikor pedig eljött a pünkösd napja, és mindnyájan együtt voltak ugyanazon a helyen hirtelen hatalmas szélrohamhoz hasonló zúgás támadt az égből, amely betöltötte az egész házat, ahol ültek” ApCsel 2,3

A pünkösd a húsvét utáni 7. vasárnapon és hétfőn tartott keresztény ünnep, amelyen a kereszténység a Szentlélek kiáradását ünnepli meg. A Szentlélek az Atya és a Fiú kölcsönös szeretetének végpontja, áradása; ez a kiáradás.
A Szentlélek (görögül hagion pneuma, latinul Spiritus Sanctus), ezen a napon áradt ki Jézus tanítványaira, az apostolokra, és ezzel a napot új tartalommal töltötte meg a keresztények számára:
 Amikor pedig eljött a pünkösd napja, és mindnyájan együtt voltak ugyanazon a helyen,

hirtelen hatalmas szélrohamhoz hasonló zúgás támadt az égből, amely betöltötte az egész házat, ahol ültek.

Majd valami lángnyelvek jelentek meg előttük, amelyek szétoszlottak, és leszálltak mindegyikükre.

Mindnyájan megteltek Szentlélekkel, és különféle nyelveken kezdtek beszélni; úgy, ahogyan a Lélek adta nekik, hogy szóljanak.

## Története
A pünkösd a sínai szövetség ünnepe volt a zsidóknál Krisztus korában. A jelei szélzúgás és tűz voltak, Isten jelenlétének, a kegyelem kiáradásának jelei. Az Újszövetség előjeleit a próféták mondták ki az Ószövetségben, Krisztus születése előtt: „Új szövetséget kötök veletek... akkor majd... új szívet adok nektek és új lelket oltok belétek... Az én Lelkemet oltom belétek...” (Ez. 36,25-27; 11,19; Jer. 31,31k). Keresztelő János is jövendölt a Szentlélekről: „Jézus majd Szentlélekkel és tűzzel fog benneteket megkeresztelni” (Máté 3,11) Jézus Keresztelő Jánosnál keresztelkedett meg, és rögtön utána galamb formájában a Szentlélek leszállt Jézusra. Ezért a katolikus ikonográfiában a Szentlélek jele a galamb.
A katolikus pünkösdi ünnep tárgya a húsvéti misztérium beteljesedése: a Szentlélek eljövetele, ajándékainak kiáradása, az új törvény és az Egyház születésnapja. 1956-ig vigíliája, 1969-ig oktávája is volt, a húsvéti idő a pünkösdöt követő szombattal ért véget. 1969-től pünkösd hétfője már az évközi időhöz tartozik.
A pünkösdhétfő Magyarországon munkaszüneti nap.
Eredete az ószövetségi zsidó vallási ünnep, héber nyelven Sávuót, a törvényadás (tóra adásának) emléknapja és az új kenyér ünnepe.
Az Ószövetség szerint az Úr három főünnepet rendelt a zsidóknak. „Háromszor szentelj nekem ünnepet évenként! Tartsd meg a kovásztalan kenyerek ünnepét! Hét napig egyél kovásztalan kenyeret, ahogyan megparancsoltam neked, az Ábib hónap megszabott idején, mert akkor jöttél ki Egyiptomból. Üres kézzel senki se jelenjék meg előttem! Azután az aratás ünnepét, amikor meződ vetésének első termését takarítod be. És a betakarítás ünnepét az esztendő végén, amikor a termést betakarítod a mezőről. Évenként háromszor jelenjék meg minden férfi az Úristen színe előtt (Jeruzsálemben)!” (2Mózes 23:14-17)
Tehát a középső a pünkösd ünnepe, ez az 50. nap. „Számoljatok a szombatra következő naptól, tehát attól a naptól, amelyen elviszitek a felmutatásra szánt kévét, hét teljes hetet. Ötven napot számoljatok a hetedik szombat utáni napig, és akkor mutassatok be új ételáldozatot az Úrnak!” (3Mózes 23:15-16) „Amikor pedig eljött pünkösd napja, és mindnyájan együtt voltak ugyanazon a helyen, hirtelen hatalmas szélrohamhoz hasonló zúgás támadt az égből, amely betöltötte az egész házat, ahol ültek. Majd valami lángnyelvek jelentek meg előttük, amelyek szétoszlottak, és leszálltak mindegyikükre. Mindnyájan megteltek Szent Szellemmel, és különféle nyelveken kezdtek beszélni; úgy ahogy a Szellem adta nekik, hogy szóljanak. Sok kegyes zsidó férfi tartózkodott akkor Jeruzsálemben azok közül, akik a Föld minden nemzete között éltek. Amikor a zúgás támadt, összefutott ez a sokaság, és nagy zavar keletkezett, mert mindenki a maga nyelvén hallotta őket beszélni.” (ApCsel 2:1-6)
Péter apostol megmagyarázta az ott levőknek, hogy most teljesedett be, amit Jóel így prófétált: „Az utolsó napokban így szól az Isten, kitöltök Szellememből minden halandóra, és prófétálnak fiaitok és leányaitok, és ifjaitok látomásokat látnak, véneitek pedig álmokat álmodnak; még szolgáimra és szolgálóleányaimra is kitöltök azokban a napokban Szellememből, és ők is prófétálnak.”
(ApCsel 2:17-18) Jézus is megígérte a Pártfogót, akit Ő küld el az Atyától, „az Igazság Szellemét, aki az Atyától származik, az tesz majd bizonyságot énrólam.” (János 15:26b).
„Én azonban az igazságot mondom nektek: jobb nektek, ha én elmegyek; mert ha nem megyek el, a Pártfogó nem jön el hozzátok, ha pedig elmegyek, elküldöm Őt hozzátok. És amikor eljön, leleplezi a világ előtt, hogy mi a bűn, mi az igazság és mi az ítélet. A bűn az, hogy nem hisznek énbennem; az igazság az, hogy én az Atyához megyek, és többé nem láttok engem; az ítélet pedig az, hogy e világ fejedelme megítéltetett.” (János 16:7-11) Tehát Jézus kitöltötte Szent Szellemét.
Szentírásból ismert húsvét után az ötvenedik napon tartják, húsvét után a hetedik vasárnapon és az azt követő hétfőn. Így pünkösd (a nyugati kereszténységben) legkorábbi lehetséges dátuma: május 10-11., a legkésőbbi pedig június 13-14.
Görög nevének (πεντηκοστή, pentékoszté) a jelentése is 50, a magyar pünkösd szó ebből származik. Hasonlóan a húsvéthoz, egész héten át tart, de csak két nap nyilvános ünnep. Bár pünkösdöt ünnepként csak a 2. században említik ókori keresztény írók (Tertullianus, Órigenész), ünneplése egyidős az egyházzal, tehát az apostolok idejéből való. A bérmálás szentségét hagyományosan pünkösd ünnepétől kezdve szokás kiszolgáltatni a római katolikus egyházban. Az ünnepről május hónapot pünkösd havának is nevezik, ám sokszor már júniusra esik a húsvét utáni hetedik vasárnap.

## Népszokások
A magyar kultúrában több szokás kötődik a pünkösdhöz. Több elemük a kereszténység előtti időkbe nyúlik vissza. Visszavezethető a római floráliákra, amelyek tavaszt köszöntő ünnepi alkalmak voltak, amikor Flora istennőt, a növényvilág és a virágok (tágabb értelemben a termékenység) istennőjét köszöntötték. Az istennő görög nevén Khlórisz, azaz Zöldellő, Viruló.

### Májusfa
A magyar nyelvterület nagy részén hagyományosan a május elsejére virradó éjszaka állítottak májusfát. Másik jeles alkalma pünkösd volt. A május elsején állított fákat sokfelé pünkösdkor bontották le. A májusfa, a zöld ág a természet megújhodásának a szimbóluma, és legtöbb esetben az udvarlási szándék bizonyítéka, szerelmi ajándék is.
A májusfát csoportba szerveződve állították a legények a lányoknak, akiknek ez nagy megtiszteltetés volt. Magas, sudár fák voltak erre alkalmasak, melyeket a kerítésoszlophoz rögzítettek éjjel vagy kora hajnalban. Színes szalagokkal, étellel-itallal is díszítették. Általában az udvarló legény vezetésével állították, de egyes területeken a legények a rokon lányoknak is állítottak fát. Gyakran a közösségeknek is volt egy közös fájuk, aminek a kidöntését ünnepély és táncmulatság kísérte.

### Pünkösdi király

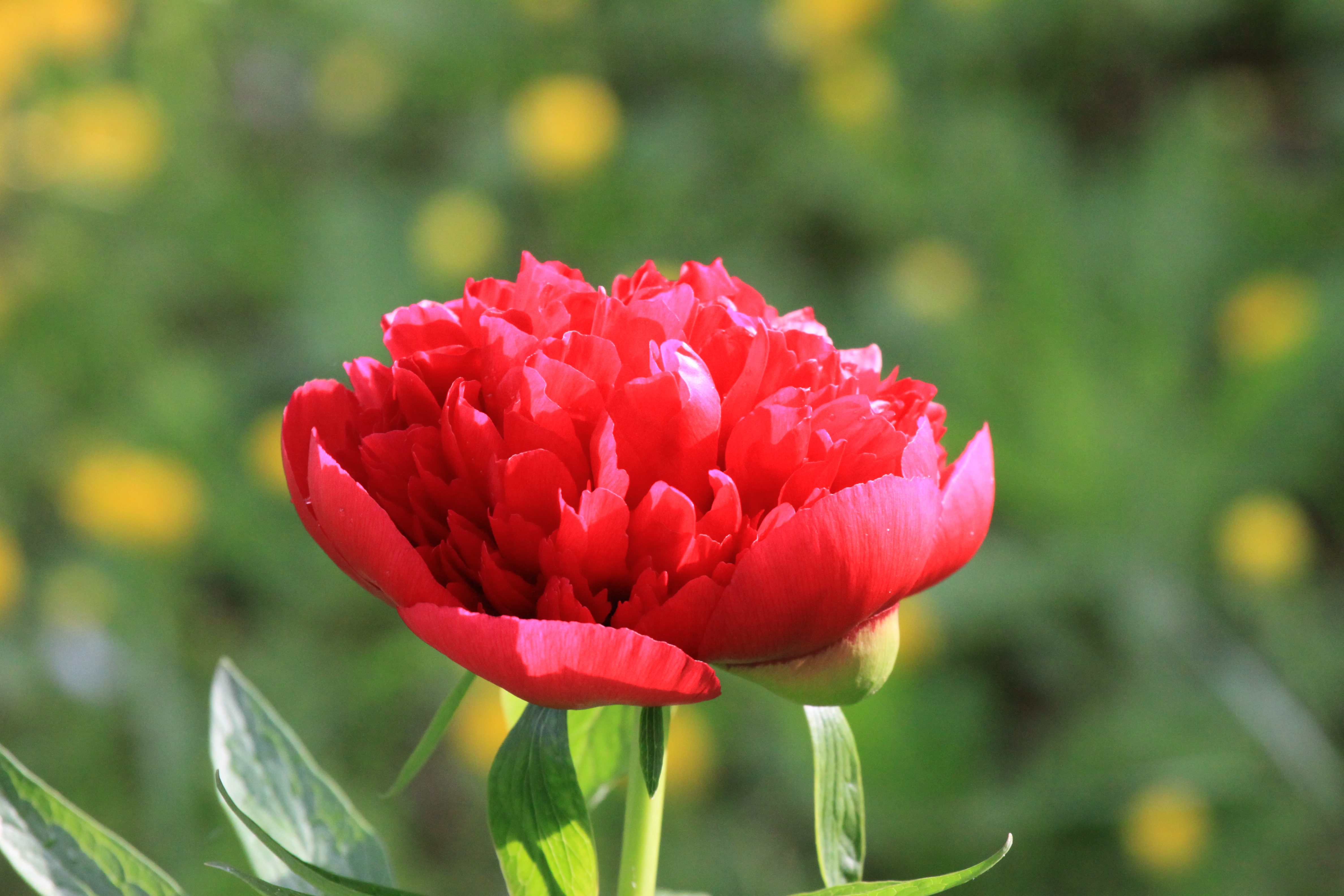
A teltvirágú pünkösdirózsa a kerti bazsarózsa egyik termesztett fajtája

A középkor óta ismert szokás, ekkor ügyességi versenyen (tuskócipelés, karikába dobás) kiválasztották a megfelelő legényt, aki később a többieket vezethette, továbbá a pünkösdi király minden lakodalomba, mulatságra, ünnepségre hivatalos volt, a kocsmákban ingyen ihatott, a fogyasztását a közösség fizette ki később. Ez a tisztség egy hétig, de akár egy évig is tartott. Gyakran ez alkalomból avatták fel a legényeket, akik ezentúl udvarolhattak, kocsmázhattak.

### Tavaszköszöntés
Már kora hajnalban az ablakokba, vagy a ház kerítéslécei közé tűznek zöld ágakat, virágokat (bodzát, pünkösdirózsát, jázmint) azért, nehogy belecsapjon a házba a villám. Néhol a lányos házakra tettek ki zöld ágakat.

### Pünkösdi királynéjárás
Eredetileg négy (később több) nagyobb leány körbevitt a faluban egy ötödiket. Ő a legkisebb, a legszebb. Énekelnek, és jókívánságokat ismételgetnek. Megálltak az udvarokon, majd a pünkösdi királyné feje fölé kendőt feszítettek ki, vagy letakarták őt fátyollal. Énekeltek, közben körbejárták a királynét, a végén pedig felemelték, s termékenységvarázsló mondókákat mondtak. Az énekek és a mondókák végén ajándékot kaptak. A Dunántúlon jellemző termékenységvarázslással összekötött szokás később adománygyűjtéssel párosult.

### Pünkösdölés
Ekkor a pünkösdi király és királyné párost a kíséretével jelenítettek meg, de volt, ahol lakodalmi menetet menyasszonnyal és vőlegénnyel. A szokás hasonló a pünkösdi királynéjáráshoz, de ez elsősorban adománygyűjtésre szolgált. A gyerekek vagy fiatalok csapata énekelve, táncolva végigjárta a falut, s adományt gyűjtött.

### Törökbasázás, borzakirály- és rabjárás
Nyugat-Magyarország egyes vidékein voltak jellemzőek pünkösdkor. Egy kisfiút szalmával kitömött nadrágba öltöztettek társai, török basát utánozva. Házról házra kísérték, az udvarokon pedig pálcával ütötték, hogy ugráljon. Pénzt és tojást kaptak cserébe.
A pünkösdi rabjárók szintén fiúk, akik a lábuknál összeláncolva mennek a lányokhoz körbe a faluban, azzal a kéréssel, hogy „Segéljék ezeket a szegény katonarabokat.” Ők is ajándékokkal tértek haza.
A borzajárás (a ′borza′ a ′bodza′ kiejtése bizonyos vidékeken) során körbekísérnek a falun egy fiút, akin bodzából készített köpeny van. Házról házra járnak.

### Csíksomlyói búcsú

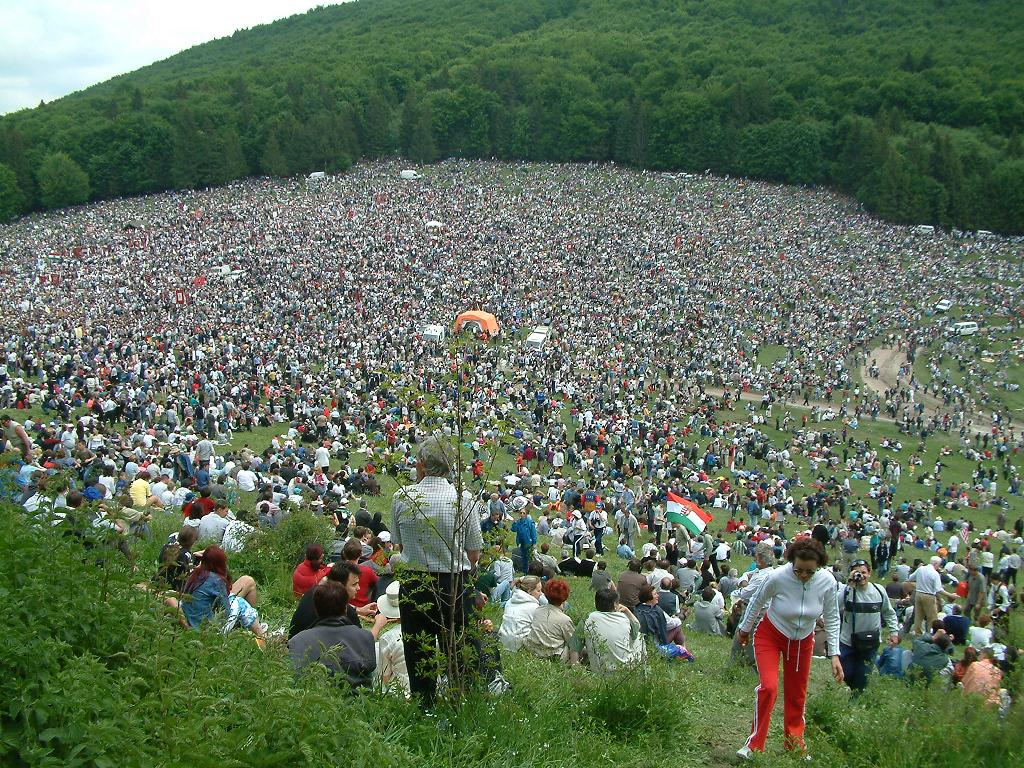
Zarándokok tömege a csíksomlyói búcsú helyszínén

Az egyik legfontosabb magyar Mária-kegyhely Csíksomlyón található. A csíksomlyói búcsú hagyományáról a 15. századból maradt fenn az első írásos emlék, amely beszámol a pünkösdi zarándoklatról. A katolikus hívek pünkösdszombatra érkeznek meg a csíksomlyói kegytemplomhoz, majd mise után felvonulnak a két Somlyó-hegy közé. A népszokás ma is élő hagyomány, a csíksomlyói búcsú a magyarság katolikus csoportjának találkozóhelyévé nőtte ki magát.
Hungarikummá nyilvánította a csíksomlyói pünkösdi búcsút és kegyhelyet a Hungarikum Bizottság, elismerve annak egyedi, vallásos és közösségépítő jellegét.
Ez a nem vallásos magyar közösséget nem érinti, így csak egy kisebb csoportra vonatkozik a jelzés, nem általános hungarikum ez a katolikus búcsújárás.
Ez méltó elismerése a székelység több száz éves hagyományának, a teljes magyar közösségen belüli részcsoportnak, a vallásos-katolikus Kárpát-medencei magyarok közös szellemi értékének.
A csíksomlyói búcsút 2018-ban terjesztették a Hungarikum Bizottság elé az RMDSZ kezdeményezésére, az erdélyi ferences rend támogatásával. A csíksomlyói kegyhely már több mint tíz éve tagja annak az Európai Máriás Hálónak, amihez húsz európai ország huszonegy kegyhelye tartozik. Ez azért jelentős, mert Csíksomlyó így Európában is egyre ismertebb, sokan elzarándokolnak ide távoli vidékekről, a kegyhely belekapcsolódott az európai Mária-kegyhelyek körfogásába.

## Pünkösdvasárnap időpontja
Pünkösdvasárnap időpontja a nyugati keresztény egyházakban:
- 2000. június 11.
- 2001. június 3.
- 2002. május 19.
- 2003. június 8.
- 2004. május 30.
- 2005. május 15.
- 2006. június 4.
- 2007. május 27.
- 2008. május 11.
- 2009. május 31.
- 2010. május 23.
- 2011. június 12.
- 2012. május 27.
- 2013. május 19.
- 2014. június 8.
- 2015. május 24.[12]
- 2016. május 15.[12]
- 2017. június 4.[12]
- 2018. május 20.[12]
- 2019. június 9.[12]
- 2020. május 31.[12]
- 2021. május 23.[12]
- 2022. június 5.[12]
- 2023. május 28.[12]
- 2024. május 19.[12]
- 2025. június 8.[12]
- 2026. május 24.
- 2027. május 16.
- 2028. június 4.
- 2029. május 20.
- 2030. június 9.
- 2031. június 1.
- 2032. május 16.
- 2033. június 5.
- 2034. május 28.
- 2035. május 13.
- 2036. június 1.
- 2037. május 24.
- 2038. június 13.
- 2039. május 29.
- 2040. május 20.

A vastagított szedés a legkorábbi, illetve legkésőbbi időpontot jelöli.